# Mount Pleasant (Utah)
Mount Pleasant – miasto w Stanach Zjednoczonych, w stanie Utah, w hrabstwie Sanpete.